# ロジェ・リヴィエール
ロジェ・リヴィエール（フランス語: Roger Rivière, 1936年2月23日 - 1976年4月1日）は、フランス・サン＝テティエンヌ出身の元自転車競技選手。

## 経歴

### 華々しい活躍
アマチュア時代、1956年のツール・ド・ヨーロッパで総合優勝を果たし、翌1957年、ラファエル・ジェミニアーニがプレーイングマネージャーを務める、サン・ラファエルチームと契約してプロ転向。その年、フランス国内選手権・個人追い抜きにおいて、永遠のライバルとなるはずだったジャック・アンクティルを破って優勝。さらに同年の世界自転車選手権・個人追い抜きも制覇し、加えてミラノでアワーレコードも樹立（46.923km）するという、華々しい活躍ぶりを見せる。
翌1958年も世界選手権・個人追い抜きを制覇。1959年にはロードレースでも活躍を見せ、ブエルタ・ア・エスパーニャやドーフィネ・リベレにおいて区間優勝を果たした他、ツール・ド・フランスでも総合4位に入る。そして、世界選手権の個人追い抜きでは3連覇を達成。さらに再び9月23日、ミラノでアワーレコードを樹立（47.347km）。またこのアワーレコードは1967年10月30日にフェルディナント・ブラックが48.093kmを樹立するまでの間保持された。
この年のツールでは、アンクティルといさかいがあったようであるが、当時まだ23歳のリヴィエールが、アンクティルを凌ぐ可能性はこの時点では十分にあった。翌1960年のツールでは、同年のジロ・デ・イタリアを制したアンクティルが不参加。一方、リヴィエールは前年に引き続きフランスナショナルチームの一員として参加。そして、一時はマイヨ・ジョーヌ争いにも加わったが、後に悲劇に見舞われることになる。

### ツール・ド・フランス1960
この年のツールにおいて、リヴィエールは第2、第6ステージを既に制し、ピレネー越えの最初のステージとなる第10ステージにおいて、この大会の総合優勝を果たすことになるガストネ・ネンチーニを下し、このステージでマイヨ・ジョーヌを奪取したネンチーニに対して、わずか32秒差の総合2位へとつけた。続く第11ステージでは、ネンチーニに1分6秒の差をつけられたが、それでも総合時間差は1分38秒であり、まだまだマイヨ奪取の可能性は十分あった。しかしピレネー越えステージを終え、中央高地が舞台の第14ステージにおいて、エグア山を下る途中に崖から10m以上も転落。何とか一命こそ取り留めたものの大怪我を負い、リヴィエールの短いプロ選手生活は、ここで事実上幕を閉じた。

### 転落の原因
当初リヴィエールが転落した原因は、リムの部分に油を注ぎすぎたことにあるとみられていたが、後日、リヴィエールが薬物を常用していた疑いが某新聞にて報じられ、これを受けてリヴィエールは、1958年以降、アンフェタミンなどの薬物を常用していた事実を認めた。ひいてはこのことが遠因になったと見られている。リヴィエールが引退を余儀なくされた翌1961年、アンクティルが入れ替わるようにして、ジェミニアーニが監督を務めるサン・ラファエルチームに移籍した。
1976年4月1日、喉頭がんのため、40歳で死去した。